# Juve contre Fantômas
Juve contre Fantômas és una pel·lícula de Louis Feuillade, estrenada el 1913. Aquesta és la segona d'una sèrie de 5 pel·lícules. La seguiran Le Mort qui tue el 1913, Fantômas contre Fantômas i Le Faux Magistrat el 1914.

## Sinopsi
L'inspector Juve, ajudat pel jove periodista Fandor, continua la lluita contra Fantômas que al seu torn pretén ser Gurn, el doctor Chaleck, l'home negre. Però Fantômas va acompanyat d'una nova companya, la Joséphine coneguda com Joséphine la pierreuse.
La lluita continua des del Simplon-Express fins als magatzems de Bercy. Es divideix en quatre capítols.
1. La Catastrophe du Simplon-Express
2. Au Crocodile
3. La Villa hantée
4. L'Homme noir

## Repartiment
- Georges Melchior : Jérôme Fandor, periodista
- René Navarre : Fantômas / Dr. Chaleck / L'apache Loupart
- Edmond Bréon : L'inspector Juve
- Renée Carl : Lady Beltham
- Yvette Andréyor : Joséphine la pierreuse, còmplice de Loupart
- Jane Faber : Princesa Danidoff
- Laurent Morléas : Martialle
- Marthe Vinot